# حلزون باغچه
حلزون باغچه (نام علمی: Helix aspersa) نام یک گونه از رده شکم‌پایان است.